# Hamdan al-Bishi
Pour les articles homonymes, voir Hamed Hamdan al-Bishi.
Hamdan Odha al-Bishi (né le 5 mai 1981 à Bisha) est un athlète saoudien, spécialiste du 400 mètres.

## Biographie
En octobre 2000, à Santiago du Chili, Hamdan Al-Bishi devient champion du monde junior du 400 m en devançant le Jamaïcain Brandon Simpson. Il établit à cette occasion un nouveau record national en 44 s 66.
Il remporte les titres du Relais 4 × 400 mètres lors des Jeux asiatiques de 2002 et 2006, et obtient la médaille d'argent dans l'épreuve individuelle en 2002. Il s'adjuge par ailleurs, sur 400 m, trois médailles d'argent consécutives lors des Championnats d'Asie, de 2000 à 2003. Il se classe cinquième des Championnats du monde de 2001. 

## Palmarès
| Date | Compétition                   | Lieu     | Résultat | Épreuve   | Temps         |
| ---- | ----------------------------- | -------- | -------- | --------- | ------------- |
| 2000 | Championnats du monde juniors | Santiago | 1er      | 400 m     | 44 s 66       |
| 2000 | Championnats d'Asie           | Jakarta  | 2e       | 400 m     | 45 s 32       |
| 2001 | Championnats du monde         | Edmonton | 5e       | 400 m     | 45 s 23       |
| 2002 | Jeux asiatiques               | Busan    | 2e       | 400 m     | 44 s 95       |
| 2002 | Jeux asiatiques               | Busan    | 1er      | 4 × 400 m | 3 min 02 s 47 |
| 2002 | Championnats d'Asie           | Colombo  | 2e       | 400 m     | 45 s 43       |
| 2003 | Championnats d'Asie           | Manille  | 2e       | 400 m     | 45 s 39       |
| 2004 | Jeux panarabes                | Alger    | 1er      | 400 m     | 45 s 04       |
| 2004 | Jeux panarabes                | Alger    | 1er      | 4 x 400 m | 3 min 03 s 03 |
| 2006 | Jeux asiatiques               | Doha     | 1er      | 4 × 400 m | 3 min 05 s 31 |
| 2007 | Jeux panarabes                | Le Caire | 2e       | 400 m     | 46 s 50       |
| 2007 | Jeux panarabes                | Le Caire | 1er      | 4 × 400 m | 3 min 04 s 74 |

### Records
| Épreuve | Performance | Lieu              | Date            |
| ------- | ----------- | ----------------- | --------------- |
| 400 m   | 44 s 66     | Santiago du Chili | 20 octobre 2000 |